# Aristolochia nakaoi
Aristolochia nakaoi là một loài thực vật có hoa trong họ Aristolochiaceae. Loài này được Maek. mô tả khoa học đầu tiên năm 1954.